# Potkozarje
Potkozarje (cyr. Поткозарје) – wieś w Bośni i Hercegowinie, w Republice Serbskiej, w mieście Banja Luka. W 2013 roku liczyła 2965 mieszkańców.